# مرد. موسیقی. نمایش.
مرد. موسیقی. نمایش. (به انگلیسی: The Man. The Music. The Show.) یک تور کنسرت از بازیگر، خواننده، نوازنده و رقصنده استرالیایی هیو جکمن است که در سال ۲۰۱۹ در اروپا، آمریکا و استرالیا برگزار می‌شود.